# Grans Bancs de Terranova

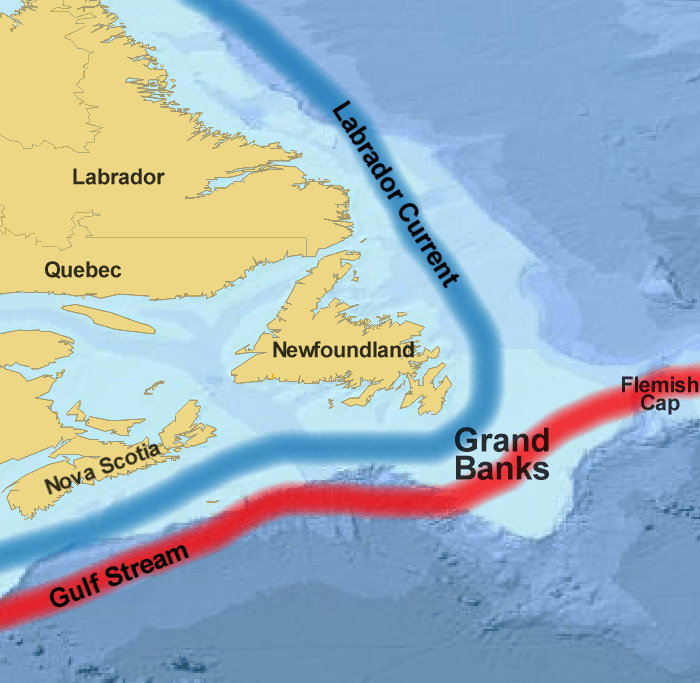
Mapa dels Grand Banks

Els Grans Bancs de Terranova, en anglès:
Grand Banks of Newfoundland, són un grup d'altiplans submarins al sud-est de l'Illa de Terranova a la plataforma continental de l'Amèrica del Nord. Aquestes àrees són relativament poc profundes, que van des de 15 a 91 m de fondària. El fred Corrent del Labrador es barreja amb les aigües càlides del Corrent del Golf.
La barreja d'aquestes aigües i la forma del fons oceànic eleva nutrients a la superfície. Aquestes condicions van ajudar a crear un dels bancs oceànics més rics del món en pesca. Les espècies de peix inclouen el bacallà atlàntic, peix espasa, eglefí i Mallotus villosus; els mariscs inclouen bivalves i llagosta. L'àrea també admet grans colònies de aus de mar i diversos mamífers marins com la foca, dofins i balenes.
A més dels efectes sobre els nutrients, la barreja dels corrents freds i càlids sovint causa boira a la zona. També es notable per la seva proximitat a l'enfonsament del RMS Titanic i, per tant, el punt de llançament de les expedicions de naufragi de Titanic.

## Història
Els Grand Banks eren àmpliament glaciats durant l'últim màxim glacial. Fa aproximadament 13.000 anys, la majoria del gel es va fondre, deixant exposats els grans bancs mentre diverses illes s'estenen durant centenars de quilòmetres. Es creu que l'augment del nivell del mar els va submergir des de fa uns 8.000 anys.

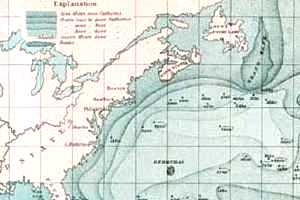
Mapa històric incloent els Grand Banks.

Encara que no hi ha evidència arqueològica per a una presència europea propera als grans bancs entre els assentaments europeus a Grenlàndia a l'Anse aux Meadows l'any 1000 i la navegació de John Cabot el 1497, hi ha alguna evidència que els viatgers de Portugal, del País Basc el segle xv alguns textos es refereixen a la terra anomenada Bacalao, la terra del bacallà, la qual és probablement Terranova. En pocs anys del viatge de Cabot, l'existència de caladors en els Grand Banks es coneix generalment a Europa. Els vaixells de França i Portugal van ser els primers a pescar allí, seguits dels d'Espanya mentre els vaixells d'Anglaterra eren escassos en els primers anys. Això va canviar aviat després de l'incursió devastadora a 1585 de Bernard Drake, que pràcticament va acabar amb la indústria pesquera espanyola i portuguesa en aquesta zona. Aquestes poblacions de peixos es van tornar importants per a les primeres economies de l'est del Canadà i Nova Anglaterra.
El 18 de novembre de 1929, un important terratrèmol (conegut com el terratrèmol de Grand Banks de 1929) a la part sud-oest dels Grand Banks que limita amb el canal de Laurentià va causar un lliscament submarí que va causar un gran dany al cable transatlàntic de telègrafs i va generar un rar tsunami de l'Atlàntic que va impactar a la costa sud de Terranova i l'est de l'illa de Cap Breton, reclamant 28 vides a la Península de Burin.
Els avenços tecnològics en la pesca, com ara grans vaixells de fàbrica i el sonar, així com disputes geopolítiques sobre els mars territorials i els límits de la zona econòmica exclusiva (ZEE) han portat a la sobreexplotació i un greu descens en els estocs de peixos dels grans bancs des del 1990.
Actualment, l'EEZ del Canadà ocupa la majoria dels Grand Banks, excepte el lucratiu "nas" (extremitat oriental, prop del Cap Flamenc) i «cua» (extremitat sud) del banc pesquer. El Tractat de París de 1783 va donar als Estats Units drets compartits per pescar en aquestes aigües, però aquesta secció del Tractat ja no està en vigor. El territori francès La Zona Econòmica Exclosa de Saint Pierre i Miquelon ocupa una secció en forma d'agulla a la vora oest dels Grand Banks.
S'hi han descobert i explotat reserves de petroli.